# U.S. Girls
U.S. Girls — музичний проєкт американсько-канадської музикантки Меган Ремі (англ. Meghan Remy),що виник у США в 2007 році як нойз-поп-проєкт. Пізніше Ремі перевезла гурт у Торонто, де одружилася з канадським музикантом Max «Slim Twig» Turnbull.
Ремі випускала музику на різних незалежних лейблах, а в 2015 році почала співпрацю з студією звукозапису 4AD. Її перший запис для цього лейблу, Half Free, вийшов того ж року.
Half Free здобув канадську версію Греммі — Juno Award, в номінації Альтернативний альбом 2016 року, а також був фіналістом Polaris Music Prize-2016.
В листопаді 2017 року 4AD анонсували шостий студійний альбом Меган Ремі In a Poem Unlimited, який вийшов 16 лютого 2018 року.

## Дискографія
- Gravel Days (2008)
- Introducing… (2008)
- Go Grey (2010)
- U.S. Girls on KRAAK (2011)
- Early Works (2011)
- Gem (2012)
- Half Free (2015)
- In a Poem Unlimited (2018)